# Gruppo del Monviso e Bosco dell'Alevè
Gruppo del Monviso e Bosco dell'Alevè este o arie protejată (arie specială de conservare — SAC, sit de importanță comunitară — SCI, arie de protecție specială avifaunistică — SPA) din Italia întinsă pe o suprafață de 7.232 ha, integral pe uscat.

## Localizare
Centrul sitului Gruppo del Monviso e Bosco dell'Alevè este situat la coordonatele 44°38′44″N 7°05′48″E / 44.645556°N 7.096667°E.

## Înființare
Situl Gruppo del Monviso e Bosco dell'Alevè a fost declarat sit de importanță comunitară în septembrie 1995 pentru a proteja 1 specie de plante și 41 de specii de animale. Alte tipuri de protecție:
- arie de protecție specială avifaunistică (în octombrie 2006)[2]
- arie specială de conservare (în februarie 2017)[1][3][4]

## Biodiversitate
Situată în ecoregiunea alpină, aria protejată conține 21 de habitate naturale: Grohotișuri calcaroase și de șisturi calcaroase de la nivelul montan până la nivelul alpin (Thlaspietea rotundifolii), Formațiuni pioniere alpine de Caricion bicoloris-atrofuscae, Tufărișuri subarctice cu Salix spp., Liziere de ierburi înalte hidrofile de câmpie și de nivel montan până la alpin, Pajiști alpine și subalpine calcaroase, Râuri de munte și vegetația lor lemnoasă cu Salix elaeagnos, Pajiști boreale și alpine pe substrat silicios, Pante stâncoase calcaroase cu vegetație casmofită, Grohotișuri silicioase de la nivelul montan până la nivelul zăpezii (Androsacetalia alpinae și Galeopsietalia ladani), Râuri de munte și vegetația erbacee de pe malurile acestora, Fânețe montane, Mlaștini alcaline, Turbării active, Izvoare petrifiante cu formare de travertin (Cratoneurion), Pajiști alpine și boreale, Formațiuni ierboase bogate în specii de Nardus, dezvoltate pe substraturi silicioase în zone montane (și în zone submontane, în Europa continentală), Ghețari permanenți, Păduri alpine de Larix decidua și/sau Pinus cembra, Ape stătătoare oligotrofe până la mezotrofe, cu vegetație de Littorelletea uniflorae și/sau de Isoëto-Nanojuncetea, Roci stâncoase cu vegetație pionieră de Sedo-Scleranthion sau Sedo albi-Veronicion dillenii, Pante stâncoase silicioase cu vegetație casmofită.
La baza desemnării sitului se află mai multe specii protejate:
- plante (1): Asplenium adulterinum
- păsări (35): uliu porumbar (Accipiter gentilis), minunița (Aegolius funereus), ciocârlie-de-câmp (Alauda arvensis), potârnichea de stâncă (Alectoris graeca saxatilis), fâsă de pădure (Anthus trivialis), lăstunul mare (Apus apus), Apus pallidus, acvilă de munte (Aquila chrysaetos), buha (Bubo bubo), șerpar (Circaetus gallicus), cioară de semănătură (Corvus frugilegus), cuc (Cuculus canorus), lăstun de casă (Delichon urbicum), ciocănitoare neagră (Dryocopus martius), șoim călător (Falco peregrinus), zăgan (Gypaetus barbatus), vulturul pleșuv sur (Gyps fulvus), rândunică (Hirundo rustica), Lagopus muta helvetica, sfrâncioc roșiatic (Lanius collurio), ciocârlie de pădure (Lullula arborea), Lyrurus tetrix tetrix, mierlă de piatră (Monticola saxatilis), alunar (Nucifraga caryocatactes), pietrar sur (Oenanthe oenanthe), viespar (Pernis apivorus), codroșul de pădure (Phoenicurus phoenicurus), pitulice de munte (Phylloscopus bonelli), Pyrrhocorax pyrrhocorax, mărăcinar (Saxicola rubetra), silvie de zăvoi (Sylvia borin), silvie-mică (Sylvia curruca), mierlă (Turdus merula), sturz-cântător (Turdus philomelos), sturzul de vâsc (Turdus viscivorus)
- mamifere (3): lupul (Canis lupus), liliac cu urechi de șoarece (Myotis blythii), liliacul mic cu potcoavă (Rhinolophus hipposideros)
- nevertebrate (2): fluturele auriu (Euphydryas aurinia), Euplagia quadripunctaria
- pești (1): zglăvoacă (Cottus gobio)

Pe lângă speciile protejate, pe teritoriul sitului au mai fost identificate 40 de specii de plante, 55 de specii de păsări, 2 specii de amfibieni, 19 specii de mamifere, 29 de specii de nevertebrate, 1 specie de pești, 5 specii de reptile.